# Еду Манга
Еду Манга (порт. Edu Manga, нар. 2 лютого 1967, Озаску) — бразильський футболіст, що грав на позиції півзахисника.
Виступав, зокрема, за клуби «Палмейрас» та «Америка», а також національну збірну Бразилії.
Дворазовий переможець Ліги Каріока. 

## Клубна кар'єра
У дорослому футболі дебютував 1986 року виступами за команду клубу «Палмейрас», в якій провів чотири сезони, взявши участь у 51 матчі чемпіонату. У чемпіонаті Бразилії дебютував 7 вересня 1986 року у програному (1:2) матчі проти «Санта-Круз» (Ресіфі).  
Своєю грою за цю команду привернув увагу представників тренерського штабу клубу «Америка», до складу якого приєднався 1990 року. Відіграв за команду з Мехіко наступні п'ять сезонів своєї ігрової кар'єри. У складі «Америки» був одним з головних бомбардирів команди, маючи середню результативність на рівні 0,35 голу за гру першості. У 1989 році разом з командою став переможцем національного чемпіонату у 1989 році та Кубку чемпіонів КОНКАКАФ у 1992 році. У 1992 році повернувся у Бразилію та підписав контракт з «Корінтіансом», а звідти перейшов до клубу «Сімідзу С-Палс» з Джей-ліги. У 1994 році повернувся до «Америки», з якого перейшов до еквадорського «Емелека».
У 1996 року на короткий період повернувся до Бразилії, де виступав в «Атлетіку Паранаенсе», зі складу якого перейшов до іспанського клубу «Реал Вальядолід». У футболці «Реалу» зіграв 50 матчів у Прімері. У 1998—1999 роках виступав у чилійському клубі «Універсідад Католіка». У сезоні 1999/00 років виступав у клубі «Логроньєс» з другого дивізіону іспанського чемпіонату. Після повернення до Бразилії виступав у клубах «Спорт Ресіфі» та «Наутіко Капібарібе». У складі «Наутіко» виграв чемпіонат штату Пернамбуку — Ліга Пернамбукано 2002 року.
Завершив професійну ігрову кар'єру у клубі «Фігейренсе», за команду якого виступав протягом 2002—2002 років.

## Виступи за збірну
1 червня 1987 року дебютував у складі національної збірної Бразилії у товариському матчі проти Ізраїлю. Протягом кар'єри у національній команді, яка тривала усього 3 роки, провів у формі головної команди країни 9 матчів.
У складі збірної був учасником розіграшу Кубка Америки 1987 року в Аргентині, на якому збірна Бразилії вибула на груповому етапі. Весь турні просидів на лаві для запасних й не вийшов на поле у жодному поєдинку. Останній матч у футболці збірної Бразилії зіграв 18 червня 1989 року проти Данії на товариському Дацькому турнірі (бразильці поступилися з рахунком 0:4).

## Клубна статистика
| Клубні виступи | Клубні виступи | Клубні виступи | Ліга  | Ліга | Кубок            | Кубок            | Кубок ліги      | Кубок ліги      | Загалом | Загалом |
| Сезон          | Клуб           | Ліга           | Матчі | Голи | Матчі            | Голи             | Матчі           | Голи            | Матчі   | Голи    |
| Японія         | Японія         | Японія         | Ліга  | Ліга | Кубок Імператора | Кубок Імператора | Кубок Джей-ліги | Кубок Джей-ліги | Загалом | Загалом |
| -------------- | -------------- | -------------- | ----- | ---- | ---------------- | ---------------- | --------------- | --------------- | ------- | ------- |
| 1993           | Сімідзу С-Палс | Джей-ліга      | 32    | 13   | 2                | 2                | 5               | 3               | 39      | 18      |
| Країна         | Японія         | Японія         | 32    | 13   | 2                | 2                | 5               | 3               | 39      | 18      |
| Загалом        | Загалом        | Загалом        | 32    | 13   | 2                | 2                | 5               | 3               | 39      | 18      |

## Статистика у збірній
| національна збірна Бразилії | національна збірна Бразилії | національна збірна Бразилії |
| Рік                         | Матчі                       | Голи                        |
| --------------------------- | --------------------------- | --------------------------- |
| 1987                        | 2                           | 0                           |
| 1988                        | 3                           | 0                           |
| 1989                        | 5                           | 0                           |
| Загалом                     | 10                          | 0                           |

## Титули і досягнення
- Серія A («Васко да Гама»)
  -  Чемпіон (1): 1989

- Ліга Каріока («Васко да Гама»):
  -  Чемпіон (2): 1987, 1988

- Ліга Паранаенсе
  -  Чемпіон (5): 1993, 1994, 1995, 1996, 1997

- Кубок чемпіонів КОНКАКАФ
  -  Володар (1): 1990